# 심리전
심리전(心理戰, 영어: psychological warfare, PSYWAR, psychological operations, PSYOP)은 물리적 전쟁과 병행하여 혹은 물리적 전투를 기다리지 않고 특정한 집단의 의식에 작용하여 그 전투 의사를 감퇴·박탈 또는 조작하는 전쟁 형태이다. 신경전 혹은 선전전이라고도 한다. 라디오·신문·삐라 기타의 전달 수단의 조작에 의하여 적국 또는 제3국에 대해 선전을 행하고 위신을 확립하거나 국제 정치 상 우위의 지위를 확보하거나 하여 상대의 전의를 감쇄시킬 것을 목적으로 한다. 국내적인 사상 통제 등은 논리적으로는 구별되나 적의 역선전에 대해 대항 처리의 기능을 수행하는 한에 있어서는 심리 전쟁의 중요한 한 측면이다.

## 같이 보기
- 인지전(cognitive warfare)
- 분할통치(D&R)
- 살라미 기술
- 아스트로터핑
- 인신 공격의 오류
- 정체성 정치
- 증오언설
- 포크배럴
- 흑색선전
- MK울트라 계획
- 정보전(IW)
- 타비스톡 인간관계 연구소(영어판)